# Habitatge al carrer de l'Electricitat, 3
L'Habitatge al carrer de l'Electricitat, 3 és una obra de Sant Just Desvern (Baix Llobregat) inclosa a l'Inventari del Patrimoni Arquitectònic de Catalunya.

## Descripció
La casa està situada gairebé en el límit amb el municipi d'Esplugues de Llobregat, en una zona de densitat baixa d'edificació i, per tant, la conservació d'aquest espai urbà queda reflectit en la tipologia de cases unifamiliars, aïllades, com aquesta, o en filera.
És una casa unifamiliar disposada a quatre vents que està precedida d'un barri amb un petit jardí. És de planta baixa i un pis amb terrat a la catalana; la distribució de les obertures acusa una clara simetria, reforçada per la porta d'accés centralitzada. I situant un òcul ovalat en el que és la planta primera. Les motllures distribuïdes horitzontalment marquen l'estructura i en la darrera planta en els espiralls del sotaterrat una sanefa de garlandes les uneix discretament. Tot el parament és arrebossat.